# キラウィ高等学校
キラウィ高等学校（キラウィこうとうがっこう、英語: Kirawee High School）はオーストラリアのニューサウスウェールズ州キラウィにある男女共学の高等学校である。ロイヤル国立公園に隣接している。

## 概要
1966年に開校した学校で 、約1,200人の生徒を抱える。主に言語教育を行う学校であるが、スポーツや芸術などの文化的な教育も行っている。この学校に所属するスポーツチームやアスリートはオリンピックの出場経験があることも多く、スポーツの面でオーストラリアを牽引する。

## 教育
課外活動も積極的に行う。代表的なものとしては芸術鑑賞、地域活動、慈善活動、募金活動、および多くのスポーツプログラムなどである。著名な実績としては科学の主任教師であるブレット・マッケイの科学教育における連邦首相優秀賞の受賞がある。
前述の通り、言語学校であるから、英語以外の言語の習得にも力を入れていて、特筆すべき言語は日本語である。日本語を学ぶ施設として日本語たんけんセンター (Nihongo Tanken center) があり、幼稚園生から12年生までの生徒が日本語を学ぶことができる。この施設は日本の民家を模した作りになっていて、日本庭園をもち、日本語だけでなく日本の文化を学ぶことができる。また、姉妹校の日本国東京都狛江市に位置する東京都立狛江高等学校と交換留学を行なっていて、その歴史は30年にも及ぶ。
日本語以外にはフランス共和国の海外県であるレユニオンのレユニオン島にあるCollege St Michelleとも姉妹校の協定を結んでいて、フランス語もより深く学ぶことができる。

## 関連人物

### 出身人物
- 榊原爽 - 日本のBMX選手。2020年東京オリンピックに出場した。
- ラリッサ・ベーレント（英語版） - 先住民族の研究者、弁護士、作家。 2011年のNSWオーストラリアンオブザイヤー受賞者[9]。
- マイケル・ディクソン（英語版） - NFLパンター。
- アリシア・マコーマック（英語版） - 水球選手。オリンピック銅メダリスト。2008年北京オリンピックおよび2012年ロンドンオリンピックに出場した。
- クリス・マコーマック（英語版） - 世界アイアンマントライアスロンチャンピオン。
- カーステン・トムソン（英語版） - 水泳選手。オリンピック銀メダリスト。
- ケイト・ハリウッド（英語版） - ホッケー選手。デュアルコモンウェルスゲームズ金メダリスト。
- ニコラ・ザガメ（英語版） - 水泳選手。オリンピック銅メダリスト。
- ルビー・フィールド（英語版） - オーストラリアのシンガーソングライター、ギタリスト。